# Heinz Kluge (Politiker)
Heinz Kluge (* 3. August 1924 in Linderode; † 27. Juni 2014) war ein deutscher Politiker (SED). Er war von 1958 bis 1974 Oberbürgermeister von Cottbus.

## Leben
Kluge, Sohn eines Heizers und Maschinisten, erlernte den Beruf des Industriekaufmanns und war dann als Bau- und Montagearbeiter tätig. Während des Zweiten Weltkrieges leistete er ab 1942 Kriegsdienst an der Ostfront und geriet nach Verwundungen schließlich in Dänemark in ein britisches Internierungslager.
Nach seiner Rückkehr war Kluge 1946/47 zunächst Bau- bzw. Montagearbeiter in Forst (Lausitz). Er trat 1947 der SED bei. Er besuchte 1947/48 das Cottbuser Pädagogische Institut und wurde Neulehrer. Anschließend war er als Lehrer und Schulleiter in Forst tätig. Mit der Bildung des Rates des Bezirkes Cottbus 1952 wurde Kluge zunächst Referent für Lehrerbildung, Schulinspektor und danach Leiter der Abteilung Volksbildung beim Rat des Bezirkes Cottbus.
Nach einem Dienst bei der Kasernierten Volkspolizei (1955–1958) und einem Fernstudium an der Deutschen Akademie für Staats- und Rechtswissenschaft in Potsdam-Babelsberg mit Abschluss als Diplom-Jurist wurde Kluge am 1. September 1958 Oberbürgermeister von Cottbus.
In seine Amtszeit fielen die Errichtung neuer Wohngebiete, die Neugestaltung des Stadtzentrums, der Bau des Schwimmstadions sowie die Einweihung des Raumflugplanetariums. Während Kluges Amtszeit entwickelte sich Cottbus zum Zentrum der Kohle- und Energiewirtschaft der DDR. Mit der Gründung der Ingenieurhochschule für Bauwesen 1969 wurde der Grundstein für den heutigen Universitätsstandort gelegt.
Im Oktober 1959 begründete er zusammen mit dem Bürgermeister André Grégoire (FKP) die Städtepartnerschaft zwischen Cottbus und der französischen Stadt Montreuil. 1967 folgte eine weitere Partnerschaft mit der italienischen Stadt Grosseto.
Am 31. Juli 1974, kurz vor seinem 50. Geburtstag, endete seine Tätigkeit als Oberbürgermeister der Stadt Cottbus. Anschließend war Kluge als Stellvertreter des Direktors des Instituts für Lehrerbildung sowie ab 1977 als Direktor der Medizinischen Fachschule am Bezirkskrankenhaus Cottbus tätig. 1989 ging er in den Ruhestand.

## Schriften
- Hier geblieben... sesshaft in der Niederlausitz. Regia-Verlag, Cottbus 2005, ISBN 978-3-937899-84-8.

## Auszeichnungen
- Verdienstmedaille der DDR (1959)